# Princesa de Madureira
GRACES Princesa de Madureira é uma escola de samba de Campinas, fundada em 1999, a partir da fusão das extintas escolas "Madureira" e "Princesa D'Oeste". Contam seus integrantes que a escola nasceu da saudade de pisar na avenida, após um "jejum" forçado de quase vinte anos sem participar do carnaval campineiro, por motivos diversos.
Campeã no Grupo de Acesso de 2003, a Princesa de Madureira passou para o Grupo Especial naquele ano, onde permaneceu por alguns anos. Em 2006, com o tema "Brasil Pátria Mãe Querida", a escola foi campeã novamente. 
Em 2008, a Princesa foi a segunda a desfilar no dia 5 de fevereiro, as 20h30 h, na Avenida do Samba.
em 2009, foi vice-campeã do grupo de acesso. No ano seguinte, obteve a quarta colocação entre cinco escolas, e acabou rebaixada ao grupo das pleiteantes.  Desfilou como pleiteante em 2012, junto com a Unidos do Paranapanema, e obteve apenas 78 pontos, dos 80 necessários, por isso, acabou reprovada na avaliação.